# 蝴蝶飛
《蝴蝶飛》是一部於2008年1月上映的愛情懸疑電影，以一名少女的內心世界為題材，由杜琪峰執導。

## 劇情簡介
東（周渝民）和佳（李冰冰）本來是一對情侶。一次吵架後，東卻意外身亡，兩人從此陰陽相隔。佳為此自責不已，更終日以藥物麻醉自己。
佳戒掉藥癮後，開始新的生活，但意外就從此開始發生了。佳看到了東，並徘徊在她的身邊？起初她以為是幻覺，但在接二連三的遭遇後，她不再對此產生懷疑。
他們又將怎樣面對這份跨越陰陽的戀情呢？淒美，迷惘，釋然，在刻骨銘心的愛中，命運又會如何安排呢？

## 演員
- 李冰冰 飾 傅恩佳
- 周渝民 飾 林旭东
- 黃又南
- 方伊琪 飾 佳母
- 林　雪
- 張耀揚
- 閻　清
- 付杰銘
- 邵美琪 飾 陈律师
- 尤　勇 飾 东父

## 外部連結
- 爛番茄上《蝴蝶飛》的資料（英文）
- 香港影庫上《蝴蝶飛》的資料（繁體中文）
- 互联网电影数据库（IMDb）上《蝴蝶飛》的资料（英文）
- 新浪網：蝴蝶飛 （页面存档备份，存于）（简体中文）